# Ruch Chorzów
Maillots
Le Ruch Chorzów (à prononcer /ˈrux ˈxɔʐuf/, Rouh Rojouf , littéralement en français : le mouvement de Chorzów) est un club polonais de football basé à Chorzów, en Silésie. Renommé en Pologne, le club est le deuxième plus titré du pays, ayant remporté quatorze fois le championnat entre 1933 et 1989, période durant laquelle il a régné sur le football polonais et brillé au niveau européen. Le Ruch compte aussi à son palmarès trois Coupes de Pologne, obtenues en 1951, 1974 et 1996.
Rival du Górnik Zabrze, l'autre principale équipe de Silésie avec laquelle il partage le nombre de trophées de champion et dispute le « derby » de la voïvodie (les deux villes sont distantes de seulement 17 kilomètres), au stade de Silésie jusque dans les années 2000, le Ruch accueille ses adversaires depuis 1935 dans son stade municipal.

## Histoire

### Création du Ruch et premières victoires
Le 27 janvier 1920, plus d'un an après la victoire de la Triple-Entente sur les Empires centraux et quelques jours seulement après la promulgation du traité de Versailles – qui affirme l'indépendance de la Pologne – par l'Allemagne et les trois principales puissances alliées, le Polski Komistariat Plebiscytowy (PKPleb.), organisme qui s'occupe des plébiscites en Haute-Silésie, décide de la création de nouveaux clubs sportifs dans la province, sous l'impulsion notamment d'Alojzy Budniok, sportif de haut niveau. En février, conformément aux dispositions du traité de Versailles, la Haute-Silésie doit décider de son avenir et voter lors d'un référendum pour sa future nationalité. Malgré la volonté des habitants de la communauté urbaine de Chorzów de rester Allemands, le résultat final en Silésie donne raison à la Pologne, qui réintègre ses anciens territoires. S'ensuivent alors plusieurs semaines de concertation et de réunions concernant l'avenir sportif de la région, qui aboutissent dans le cas de la « zone Chorzów » à la création le 20 avril 1920 du KS Wielki Hajduki. Comme son nom l'indique, le club est domicilié à Hajduki Wielkie, ville de trente mille habitants qui fusionnera par la suite avec Chorzów, Królewska Huta et Nowe Hajduki pour donner l'actuelle Chorzów.

### Retour en Ekstraklasa et en Coupe d'Europe (2007-2015)

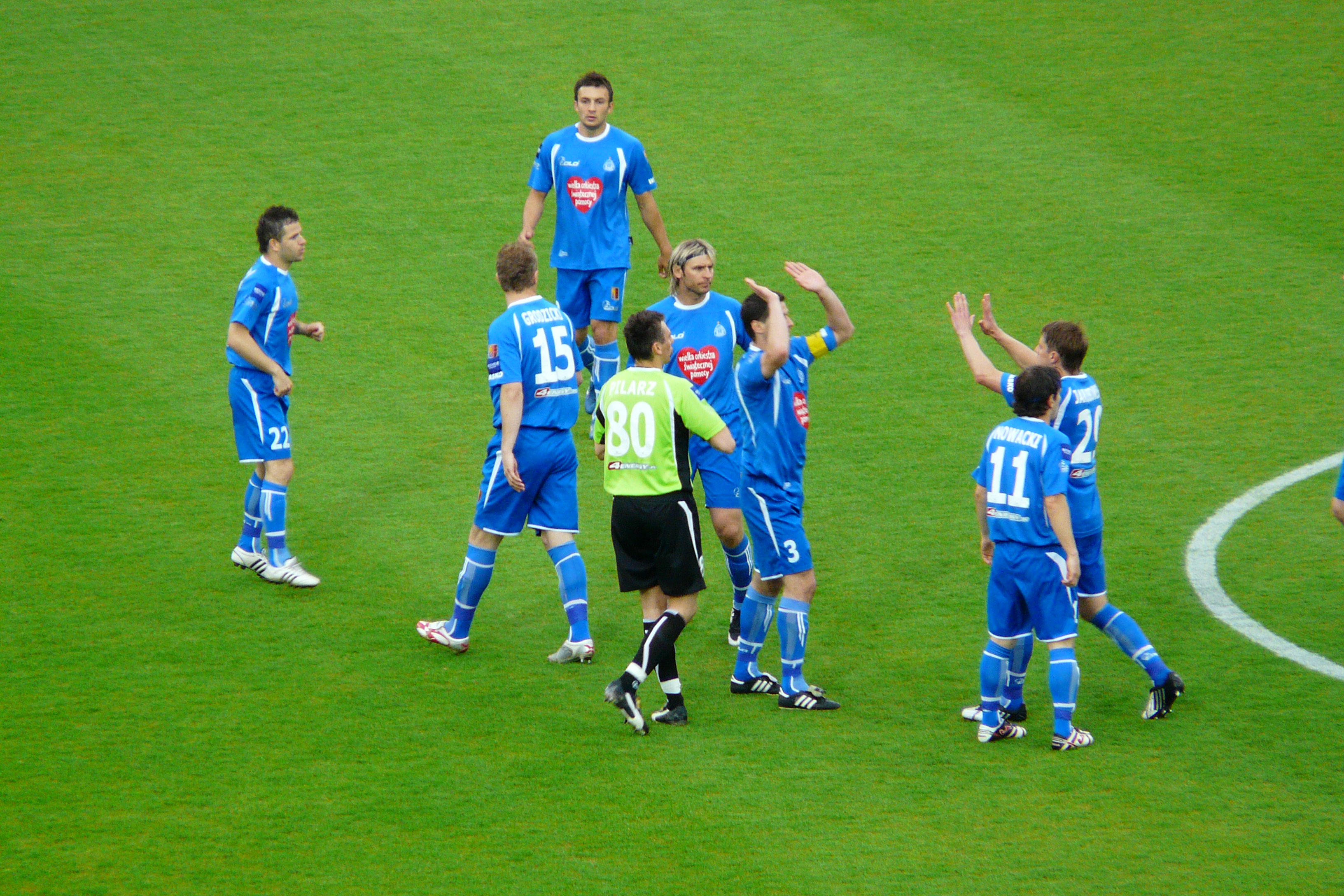
Les joueurs du Ruch Chorzów célébrant leur qualification en finale de la Coupe de Pologne 2008-2009.

Le Ruch Chorzów est de retour en Ekstraklasa pour la saison 2007-2008 et termine à la 10e place au classement général. Lors de la saison suivante le club termine à la même position au classement. Cependant, le club se qualifie pour la finale de la Coupe de Pologne 2008-2009 après une victoire sur le Legia Varsovie. Le club n'avait plus atteint la finale de la Coupe de Pologne depuis sa victoire lors de l’édition de 1996. Cette finale est disputée au Stade de Silésie à Chorzów cependant, elle ne sera pas couronnée de succès, car c'est le Lech Poznań qui remporte le titre grâce à un but de Sławomir Peszko marqué à la 51e minute.
Lors de la saison 2009-2010, le Ruch Chorzów termine à la 3e place du championnat et se qualifie pour la Ligue Europa version 2010-2011. Ce retour du club en Coupe d'Europe intervient dix ans après sa dernière participation à la Coupe UEFA. En coupe, le club est éliminé en demi-finale par un club de I liga, le Pogoń Szczecin
Le Ruch Chorzów retrouve la Coupe d'Europe par une victoire 2-1 au Kazakhstan contre le FK Chakhtior Karagandy et se qualifie pour le second tour après une victoire 1-0 à domicile. Le club se qualifie pour le troisième tour grâce au but à l'extérieur contre le Valletta FC. Le club se fait éliminer au tour suivant par l'Austria Vienne avec un score de 6-1 sur l'ensemble des deux rencontres. Le club termine à la 12e place du classement avec 10 points d'avance sur le premier relégable.
Lors de la saison 2011-2012, le Ruch Chorzów termine à la 2e place un point derrière le champion le Śląsk Wrocław et se qualifie pour la Ligue Europa 2012-2013. De plus, lors de cette saison le club se qualifie pour la finale de la Coupe de Pologne 2011-2012 en battant le Wisła Cracovie
 durant la phase de tir au but. Le club perd la finale contre le Legia Varsovie sur le score de 3-0. Lors de sa participation à la Ligue Europa, le Ruch est éliminé par le Viktoria Plzeň lors du troisième tour de qualification sur le score de 7-0 sur l'ensemble des deux rencontres.
Lors de la saison 2012-2013 du championnat de Pologne, termine à la 15e place à égalité avec le dernier le GKS Bełchatów. Cependant, le club est devant le GKS Bełchatów grâce aux confrontations directes. Alors que le club devait être relégué après cette saison catastrophique, il est maintenu grâce à la rétrogradation du Polonia Varsovie en ligue régionale. Cependant, la saison n'est pas totalement ratée car le club atteint les demi-finales de la Coupe de Pologne 2012-2013 où il se fait éliminer par le Legia Varsovie.
Le Ruch Chorzów termine à la 3e place lors de la saison 2013-2014 et se qualifie pour la Ligue Europa 2014-2015. Lors de ce parcours en Ligue Europa, le Ruch Chorzów est éliminé après prolongation en barrages par le Metalist Kharkiv sur le score de 1-0. La saison suivante est moins bonne en championnat car le club termine à la 10e place du classement.

### Lente descente aux enfers (depuis 2015)
En proie à de grave soucis financiers, le club paye les salaires des joueurs en retard et se fait sanctionner par le retrait d'un point au classement pour la saison 2015-2016 de l'Ekstraklasa. Ce retrait d'un point n'empêche pas le club de terminer à la 8e place au classement général. Lors de la saison 2016-2017 le club est de nouveau sanctionné, mais cette fois-ci la pénalité est de 4 points au classement. Cette fois-ci, le retrait de point a plus de conséquence et le club termine à la 14e place sur 16 lors de la 1re phase à égalité de point avec le dernier. À l'issue des barrages de relégations le club termine dernier du classement et set relégué d'Ekstraklasa vers la I liga. Le club termine 5 point derrière le premier non-relégable le KS Cracovia. Le club était présent en première division depuis 2007 et cette relégation met fin à une présence de dix ans en première division.
Le club dispute la saison 2017-2018 de I liga avec des finances en difficulté et se voit retiré 5 points au classement avant même le début du championnat puis se fait retirer un point supplémentaire plus tard dans la saison. Le club termine la saison à la dernière place du classement et est relégué en II liga. C'est la première fois de son histoire que le club est relégué en troisième division. Cette relégation marque le départ de Janusz Paterman de la présidence du club.

Logo pour les 100 ans du club.

Pour sa première saison en troisième division, le club continue sa descente aux enfers et termine dernier au classement général et se retrouve relégué en III liga le quatrième niveau national. Cependant, le club a entamé durant cette saison une restructuration dans le but d'impliquer les décisions et le nouveau président Jan Chrapek est remplacé à la fin de la saison par Seweryn Siemianowski. La saison suivante en III liga est stoppé alors que le club est 3e de son groupe par la pandémie de Covid-19. Avec ce classement le club met fin à une série de trois relégations consécutives. Cette première saison en quatrième division marquait aussi le centenaire de la fondation du club.

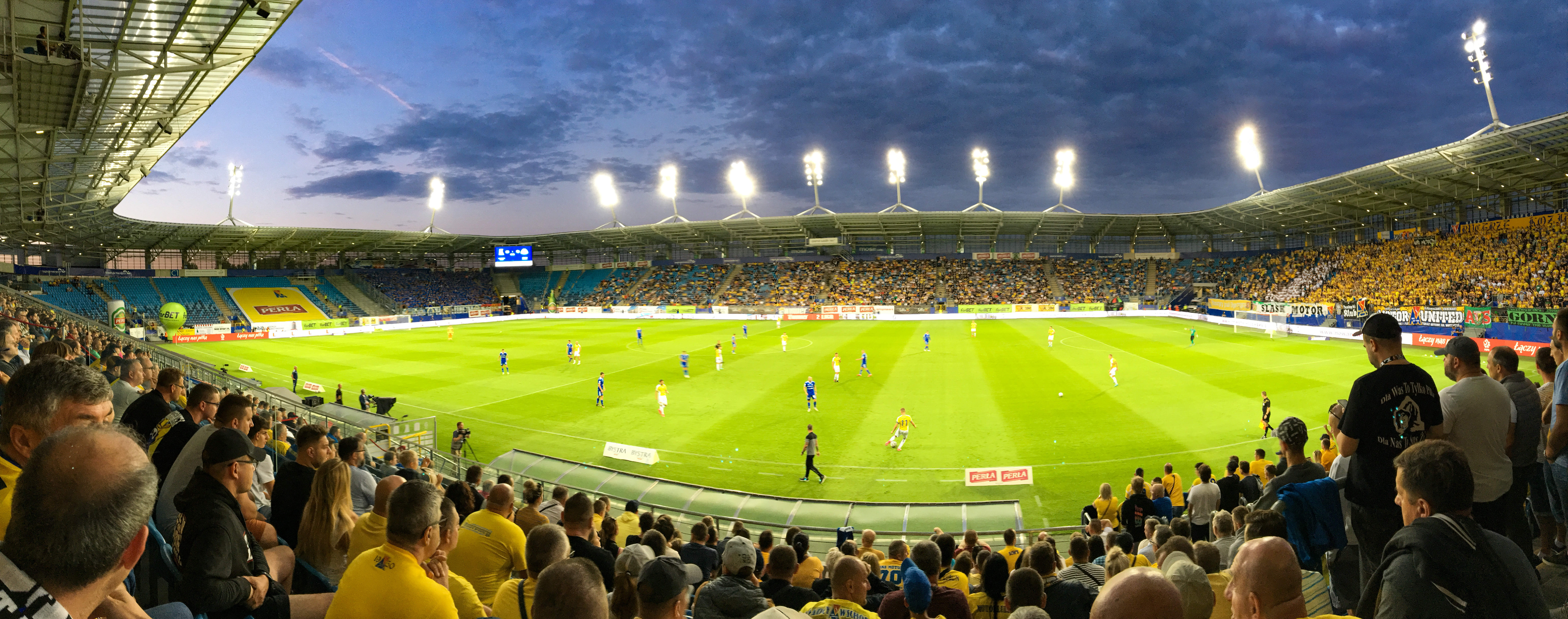
Match de II liga LKP Motor Lublin - Ruch Chorzów à Lublin, le 8 août 2021.

Le Ruch Chorzów remporte son groupe de III liga et remonte ainsi en II liga après 2 saisons passées au quatrième niveau. Le club a terminé sa saison avec 92 points dont 11 points d'avance sur son dauphin, les voisins et rivaux du Polonia Bytom. Le club remporte aussi durant cette saison la Coupe de Pologne dans le sous-district de Katowice, mais abandonne la suite de la compétition et ne participe pas au niveau national.

### Dates importantes
- 1920 : Fondation du club sous le nom de KS Wielki Hajduki (Chorzów)
- 1923 : Fusion avec le Bismarckhütter Ballspiel-Club en KS Ruch BBC Wielki Hajduki (Chorzów)
- 1923 : Le club est renommé KS Ruch Wielki Hajduki
- 1939 : Fermeture du club puis refondation sous le nom de Bismarckhütter SV 99
- 1945 : Fermeture du club puis refondation sous le nom de KS Ruch Chorzów
- 1949 : Le club est renommé KS Unia Chorzów
- 1956 : Le club est renommé KS Ruch Chorzów
- 1969 : 1re participation à une Coupe d'Europe (Coupe des villes de foires)
- 2004 : Le club est renommé Ruch Chorzów

## Bilan sportif

### Palmarès
| Compétitions nationales | Compétitions internationales | Compétitions régionales |
| --- | --- | --- |
| - Championnat de Pologne (14) : - Champion : 1933, 1934, 1935, 1936, 1938, 1951, 1952, 1953, 1960, 1968, 1974, 1975, 1979 et 1989 - Vice-champion : 1950, 1956, 1963, 1970, 1973 et 2012 - Coupe de Pologne (3) : - Vainqueur : 1951, 1974, 1996 - Finaliste : 1963, 1968, 1970, 1993, 2009, 2012 - Supercoupe de Pologne : - Finaliste : 1989, 1996 | - Ligue des champions : - Meilleure performance : Quart de finaliste en 1975 - Coupe UEFA / Ligue Europa : Meilleure performance : Quart de finaliste en 1974 - Coupe Intertoto : - Finaliste : 1998 - Coupe Mohammed V : - Finaliste : 1974 | - Championnat de Silésie (2) : - Champion : 1922 et 1926 - Vice-champion : 1924 et 1942 - Coupe Stanisław Flieger (2) : - Vainqueur : 1925 et 1926 |
| - Championnat de Pologne (14) : - Champion : 1933, 1934, 1935, 1936, 1938, 1951, 1952, 1953, 1960, 1968, 1974, 1975, 1979 et 1989 - Vice-champion : 1950, 1956, 1963, 1970, 1973 et 2012 - Coupe de Pologne (3) : - Vainqueur : 1951, 1974, 1996 - Finaliste : 1963, 1968, 1970, 1993, 2009, 2012 - Supercoupe de Pologne : - Finaliste : 1989, 1996 | Compétitions de jeunes | - Championnat de Silésie (2) : - Champion : 1922 et 1926 - Vice-champion : 1924 et 1942 - Coupe Stanisław Flieger (2) : - Vainqueur : 1925 et 1926 |
| - Championnat de Pologne (14) : - Champion : 1933, 1934, 1935, 1936, 1938, 1951, 1952, 1953, 1960, 1968, 1974, 1975, 1979 et 1989 - Vice-champion : 1950, 1956, 1963, 1970, 1973 et 2012 - Coupe de Pologne (3) : - Vainqueur : 1951, 1974, 1996 - Finaliste : 1963, 1968, 1970, 1993, 2009, 2012 - Supercoupe de Pologne : - Finaliste : 1989, 1996 | - Championnat de Pologne des réserves (1) : - Champion : 2009 - Championnat de Pologne -19 ans (2) : - Champion : 1965 et 1984 | - Championnat de Silésie (2) : - Champion : 1922 et 1926 - Vice-champion : 1924 et 1942 - Coupe Stanisław Flieger (2) : - Vainqueur : 1925 et 1926 |

### Bilan européen
Note : dans les résultats ci-dessous, le score du club est toujours donné en premier
| Saison    | Compétition                | Tour                | Club                | Domicile | Extérieur | Total             |
| --------- | -------------------------- | ------------------- | ------------------- | -------- | --------- | ----------------- |
| 1969-1970 | Coupe des villes de foires | 32es de finale      | Wiener SC           | 4 - 1    | 2 - 4     | 6 - 5             |
| 1969-1970 | Coupe des villes de foires | Seizièmes de finale | Ajax Amsterdam      | 1 - 2    | 0 - 7     | 1 - 9             |
| 1970-1971 | Coupe des villes de foires | 32es de finale      | ACF Fiorentina      | 1 - 1    | 0 - 2     | 1 - 3             |
| 1972-1973 | Coupe UEFA                 | 32es de finale      | Fenerbahçe SK       | 3 - 0    | 0 - 1     | 3 - 1             |
| 1972-1973 | Coupe UEFA                 | Seizièmes de finale | Dynamo Dresde       | 0 - 1    | 0 - 3     | 0 - 4             |
| 1973-1974 | Coupe UEFA                 | 32es de finale      | Wuppertaler SV      | 4 - 1    | 4 - 5     | 8 - 6             |
| 1973-1974 | Coupe UEFA                 | Seizièmes de finale | Carl Zeiss Jena     | 3 - 0    | 0 - 1     | 3 - 1             |
| 1973-1974 | Coupe UEFA                 | Huitièmes de finale | Budapest Honvéd     | 5 - 0    | 0 - 2     | 5 - 2             |
| 1973-1974 | Coupe UEFA                 | Quarts de finale    | Feyenoord Rotterdam | 1 - 1    | 1 - 3 ap  | 2 - 4             |
| 1974-1975 | Coupe des clubs champions  | Seizièmes de finale | Hvidovre IF         | 2 - 1    | 0 - 0     | 2 - 1             |
| 1974-1975 | Coupe des clubs champions  | Huitièmes de finale | Fenerbahçe SK       | 2 - 1    | 2 - 0     | 4 - 1             |
| 1974-1975 | Coupe des clubs champions  | Quarts de finale    | AS Saint-Étienne    | 3 - 2    | 0 - 2     | 3 - 4             |
| 1975-1976 | Coupe des clubs champions  | Seizièmes de finale | KuPS                | 5 - 0    | 2 - 2     | 7 - 2             |
| 1975-1976 | Coupe des clubs champions  | Huitièmes de finale | PSV Eindhoven       | 1 - 3    | 0 - 4     | 1 - 7             |
| 1979-1980 | Coupe des clubs champions  | Seizièmes de finale | Dynamo Berlin       | 0 - 0    | 1 - 4     | 1 - 4             |
| 1989-1980 | Coupe des clubs champions  | Seizièmes de finale | CFKA Sofia          | 1 - 1    | 1 - 5     | 2 - 6             |
| 1996-1997 | Coupe des coupes           | Tour préliminaire   | Llansantffraid FC   | 5 - 0    | 1 - 1     | 6 - 1             |
| 1996-1997 | Coupe des coupes           | Seizièmes de finale | Benfica Lisbonne    | 0 - 0    | 1 - 5     | 1 - 5             |
| 1998      | Coupe Intertoto            | Premier tour        | Austria Vienne      | 2 - 2    | 1 - 0     | 3 - 2             |
| 1998      | Coupe Intertoto            | Deuxième tour       | Örgryte IS          | 1 - 0    | 1 - 2     | 2E - 2            |
| 1998      | Coupe Intertoto            | Quarts de finale    | Estrela da Amadora  | 1 - 1    | 1 - 1 ap  | 2 - 2 (4 - 2 tab) |
| 1998      | Coupe Intertoto            | Demi-finales        | Debrecen VSC        | 1 - 0    | 3 - 0     | 4 - 0             |
| 1998      | Coupe Intertoto            | Finale              | Bologna FC          | 0 - 2    | 0 - 1     | 0 - 3             |
| 2000-2001 | Coupe UEFA                 | Tour préliminaire   | Žalgiris Vilnius    | 6 - 0    | 1 - 2     | 7 - 2             |
| 2000-2001 | Coupe UEFA                 | 64es de finale      | Inter Milan         | 0 - 3    | 1 - 4     | 1 - 7             |
| 2010-2011 | Ligue Europa               | Premier tour Q      | Chakhtior Karagandy | 1 - 0    | 2 - 1     | 3 - 1             |
| 2010-2011 | Ligue Europa               | Deuxième tour Q     | Valletta FC         | 0 - 0    | 1 - 1     | 1E - 1            |
| 2010-2011 | Ligue Europa               | Troisième tour Q    | Austria Vienne      | 1 - 3    | 0 - 3     | 1 - 6             |
| 2012-2013 | Ligue Europa               | Deuxième tour Q     | Metalurg Skopje     | 3 - 0    | 3 - 1     | 6 - 1             |
| 2012-2013 | Ligue Europa               | Troisième tour Q    | Viktoria Plzeň      | 0 - 2    | 0 - 5     | 0 - 7             |
| 2014-2015 | Ligue Europa               | Deuxième tour Q     | FC Vaduz            | 3 - 2    | 0 - 0     | 3 - 2             |
| 2014-2015 | Ligue Europa               | Troisième tour Q    | Esbjerg fB          | 0 - 0    | 2 - 2     | 2E - 2            |
| 2014-2015 | Ligue Europa               | Barrages Q          | Metalist Kharkiv    | 0 - 0    | 0 - 1 ap  | 0 - 1             |

Légende
- Victoire ou qualification pour le tour suivant
- Match nul
- Défaite ou élimination de la compétition

## Personnalités du club

### Anciens joueurs
- Marcin Baszczyński
- Walter Brom
- Bronisław Bula
- Gerard Cieślik
- Eugeniusz Faber
- Dariusz Gęsior
- Edmund Giemsa
- Joachim Marx
- Zygmunt Maszczyk
- Antoni Nieroba
- Marian Ostafiński
- Teodor Peterek
- Arkadiusz Piech
- Antoni Piechniczek
- Mariusz Śrutwa
- Ernest Wilimowski
- Krzysztof Warzycha
- Gerard Wodarz
- Jerzy Wyrobek (en)

### Effectif actuel
| N° | Nat.                  | Poste | Nom du joueur      |
| -- | --------------------- | ----- | ------------------ |
| 1  | Drapeau de la Pologne | G     | Tomasz Nowak       |
| 2  | Drapeau de la Pologne | D     | Konrad Kasolik     |
| 3  | Drapeau de la Pologne | D     | Kacper Kawula      |
| 4  | Drapeau de la Pologne | D     | Przemyslaw Szur    |
| 5  | Drapeau de la Pologne | M     | Tomasz Wojtowicz   |
| 6  | Drapeau de la Pologne | M     | Tomasz Swedrowski  |
| 7  | Drapeau de la Pologne | M     | Jakub Piatek       |
| 8  | Drapeau de la Pologne | M     | Patryk Sikora      |
| 10 | Drapeau de la Pologne | M     | Tomasz Foszmańczyk |
| 11 | Drapeau de la Pologne | A     | Mateusz Winciersz  |
| 13 | Drapeau de la Pologne | M     | Łukasz Moneta      |
| 14 | Drapeau de la Pologne | A     | Łukasz Janoszka    |

| No. | Nat.                  | Position | Nom du joueur        |
| --- | --------------------- | -------- | -------------------- |
| 15  | Drapeau de la Pologne | M        | Jakub Witek          |
| 16  | Drapeau de la Pologne | M        | Mateusz Wojtek       |
| 20  | Drapeau de la Pologne | M        | Mikolaj Kwietniewski |
| 21  | Drapeau de la Pologne | D        | Maciej Sadlok        |
| 23  | Drapeau de la Pologne | A        | Artur Plaskowski     |
| 24  | Drapeau de la Pologne | A        | Bartlomiej Baranski  |
| 26  | Drapeau de la Pologne | D        | Kacper Michalski     |
| 71  | Drapeau de la Pologne | D        | Remigiusz Szywacz    |
| 95  | Drapeau de la Pologne | A        | Daniel Szczepan      |
| 97  | Drapeau de la Pologne | M        | Kacper Bak           |
| 98  | Drapeau de la Pologne | D        | Filip Nawrocki       |
| 99  | Drapeau de la Pologne | G        | Jakub Osobinski      |

## Structures du club

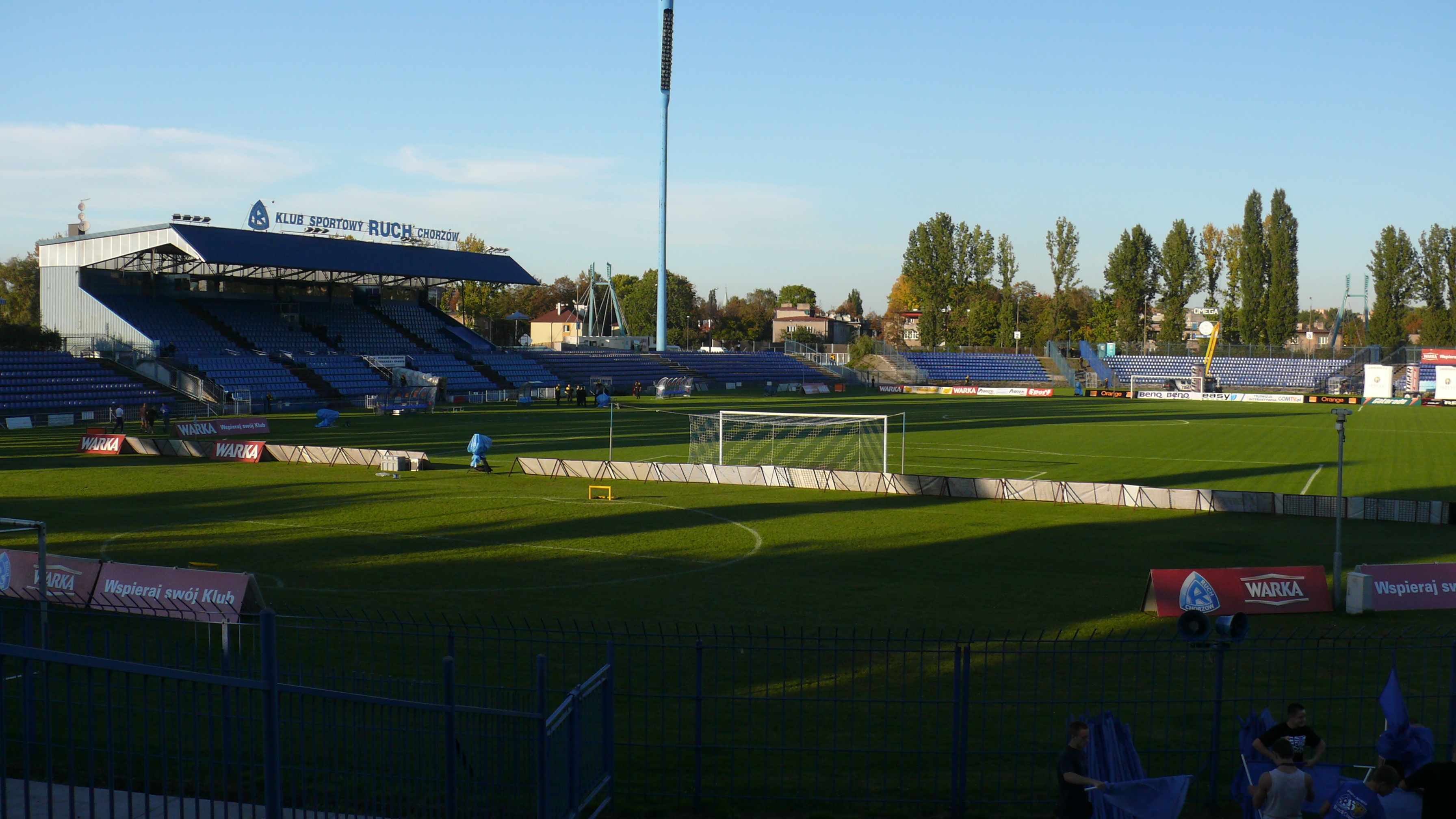
Stade municipal de Chorzów

Le Ruch Chorzów dispute actuellement et depuis 1935 ces matchs au Stade municipal de Chorzów qui peut actuellement accueillir jusqu'à 10 000 personnes.

## Image et identité

### Logo

Différents logo du Ruch Chorzów
Logo pour les 100 ans du club en 2020.
Logo actuel.

## Galerie

Différentes images du Ruch Chorzów
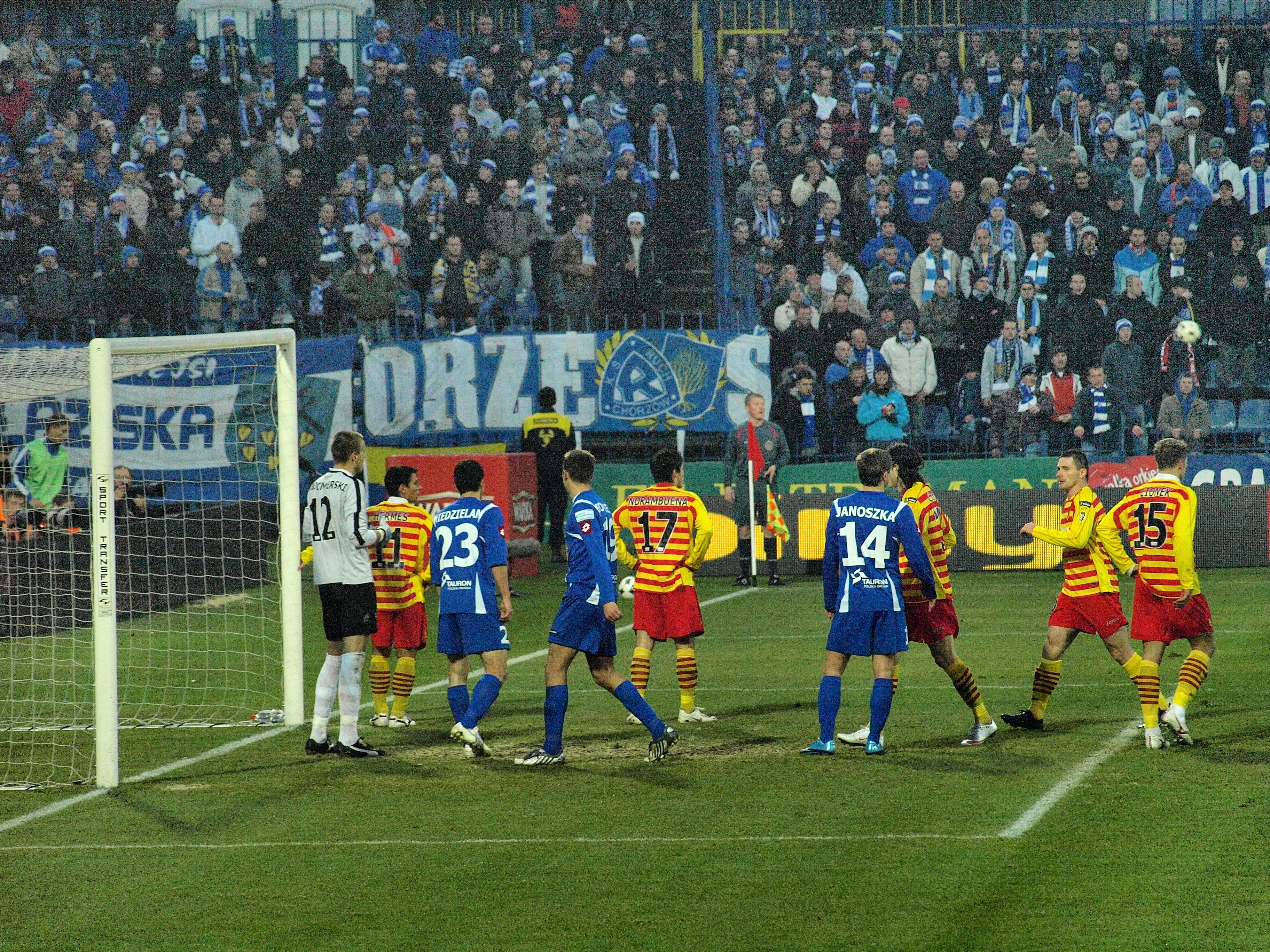
Corner lors du match Ruch Chorzów - Jagiellonia Białystok, le  9 novembre 2009.
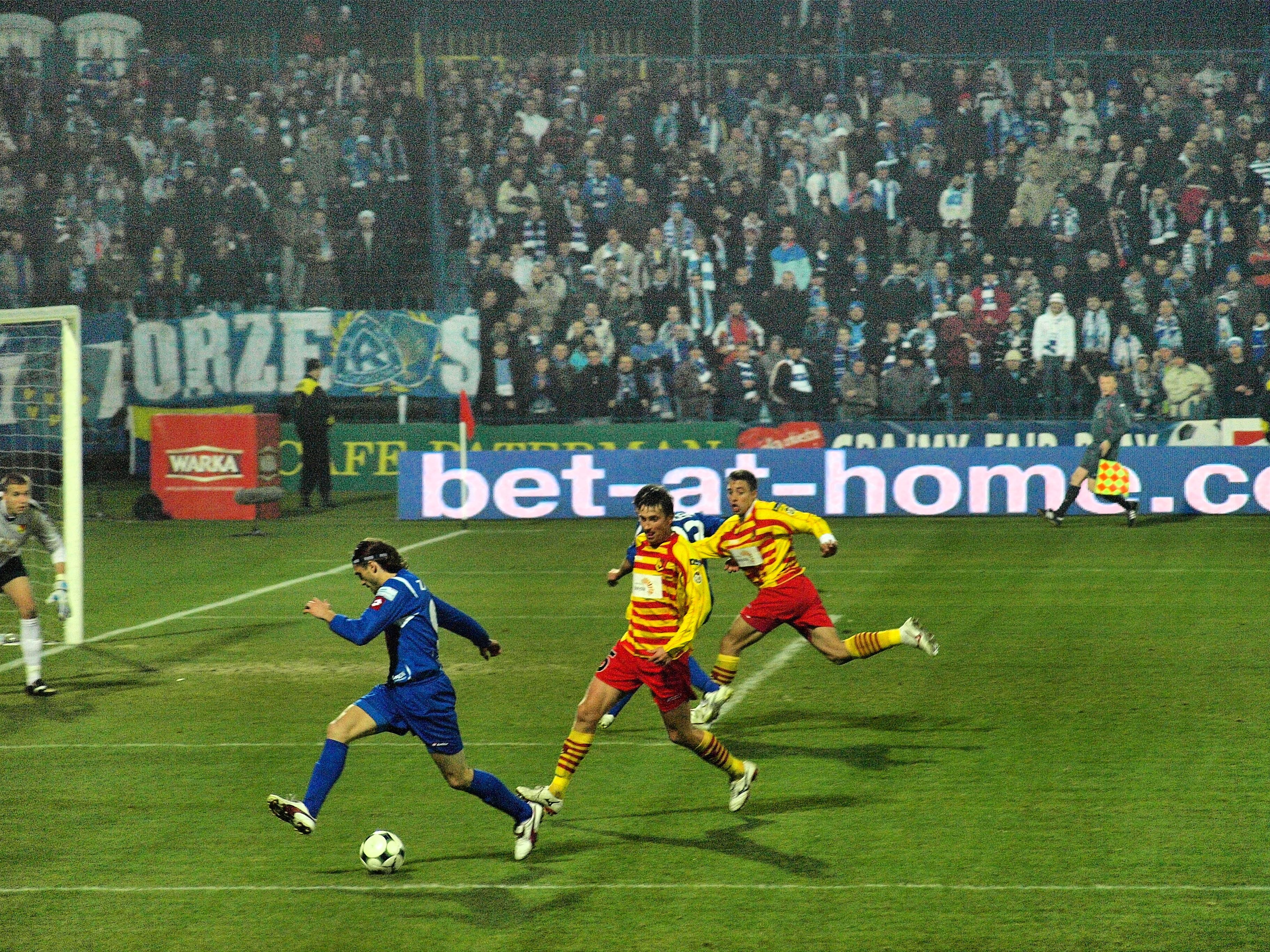
Autre image du même match.